# Oranje Zwart
Der Mixed Hockey Club Oranje Zwart (abgekürzt: OZ) war ein am 1. September 1933 gegründeter Hockeyverein, der zum 1. Juli 2016 mit dem Eindhovense Mixed Hockey Club (EMHC) zum HC Oranje-Rood fusionierte. Mit seinen 1700 Mitgliedern war OZ der größte Hockeyverein von Eindhoven. 

## Geschichte
Sowohl das Herrenteam als auch die Damen spielen 2007/2008 in der höchsten niederländischen Liga, der Hoofdklasse. Oranje Zwart gilt als einer der Wegbereiter in der Professionalisierung des niederländischen Spitzenhockeys. Unter Leitung des damaligen Vorsitzenden und heutigen Ehrenvorsitzenden Joop Veelenturf startete der Verein 1995 einige spektakuläre Spielerverpflichtungen, deren erste der Wechsel vom deutschen Strafeckenspezialisten Carsten Fischer von Uhlenhorst Mülheim darstellte. Später folgten die Verpflichtungen des pakistanischen Ballvirtuosen Shahbaz Ahmad und der australischen Topspieler Jay Stacy und Troy Elder.
Um zu verhindern, dass junge Talente von Clubs aus der Randstad abgeworben werden, wurde 2002 ein Hockey-College eingerichtet, in dem junge Spieler ab 13 speziell trainiert werden. Seit August 2006 ist der Angreifer der niederländischen Nationalmannschaft Jeroen Delmee als Haupttrainer am Hockey-College tätig.
Die Herren erreichten 1999, 2001, 2003 und 2005 die Finalspiele der nationalen Meisterschaft. Nach drei gescheiterten Anläufen konnte das Team 2005 den ersten Meistertitel in seiner Clubgeschichte in der Finalserie gegen den HC Bloemendaal erringen.
In der Saison 2006/2007 erreichte die Mannschaft nur noch den neunten Platz in der Hoofdklasse.
Dafür stieg das Damenteam in der Saison wieder in die Hoofdklasse auf, nachdem es 2005 abgestiegen war.
Der Clubanlage im Gemeentelijk Sportpark aan de Aalsterweg im Süden von Eindhoven direkt an der A2 mit vier Kunstrasenplätzen wird auch vom Folgeverein Oranje-Rood genutzt.

## Erfolge
| Europapokalbilanz Herren Feld |                    |        |       |             |
| Jahr                          | Wettbewerb         | Niveau | Platz | Ort         |
| 2000                          | Cup Winners Cup    | 1      | 4     | Terrassa    |
| 2002                          | Cup Winners Cup    | 1      | 1     | Eindhoven   |
| 2004                          | Cup Winners Cup    | 1      | 1     | Eindhoven   |
| 2005                          | Cup Winners Cup    | 1      | 4     | Lille       |
| 2006                          | Club Champions Cup | 1      | 3     | Cannock     |
| 2011                          | Euro Hockey League | 1      | 4     | Wassenaar   |
| 2014                          | Euro Hockey League | 1      | 2     | Eindhoven   |
| 2015                          | Euro Hockey League | 1      | 1     | Bloemendaal |
| 2016                          | Euro Hockey League | 1      | VF    | Amstelveen  |

Herren
- Euro Hockey League: 2015
- EuroHockey Cup Winners Cup: 2002, 2004
- Niederländischer Feldhockeymeister: 2005, 2014, 2015, 2016
- Niederländischer Hallenhockeymeister: 1981, 1985, 1991, 1992, 1994, 1997, 2002, 2003, 2004, 2005

Damen
- Niederländischer Feldhockeymeister: 1956, 1969, 1970